# Gastrancistrus obscurellus
Gastrancistrus obscurellus är en stekelart som beskrevs av Walker 1834. Gastrancistrus obscurellus ingår i släktet Gastrancistrus och familjen puppglanssteklar. Inga underarter finns listade i Catalogue of Life.